# Bouzouki
Bouzouki er et græsk strengeinstrument. Bouzoukien, som kan klassificeres som en langhalset lut, har tre eller fire kor (strengepar). Bouzoukien med fire kor stemmes normalt Cc Ff AA dd. I midten af 1960'erne blev bouzoukien introduceret i Irland og optaget i den irske folkemusik-tradition. I modsætning til græsk bouzouki er irsk bouzouki fladbundet og stemmes som en oktavmandolin – 'G'G DD AA ee.
Ordet kommer fra moderne græsk, μπουζούκι, afledt fra tyrkisk, bozuk ("ødelagt" eller "ribbet") eller büzük ("indsnævret") – og henviser til udviklingen af instrumentet, som er en videreudvikling af strengeinstrumenterne saz og bağlama.